# Caravana del Orgullo de Santo Domingo
La Caravana del Orgullo de Santo Domingo es una manifestación que se celebra de forma anual en la ciudad de Santo Domingo, capital de la República Dominicana, en conmemoración del Día Internacional del Orgullo LGBT.
El evento se realizó por primera vez en 2006, aunque no fue autorizada oficialmente hasta 2010. El antecedente inmediato de la marcha del orgullo fue una caminata pública de personas LGBT el 31 de marzo de 2000, cuando un grupo de 7 personas pertenecientes a la organización Amigos Siempre Amigos (ASA) recorrieron de forma clandestina con una bandera LGBT la calle El Conde. Asimismo, al año siguiente, en 2001, Gay Les Dom, el primer colectivo de gais y lesbianas dominicanos, programó para el 1 de julio la primera celebración del Día del Orgullo Lésbico y Gay.
En 2021 se celebró la 13.ª edición de la caravana LGBT. El recorrido, que duró más de 6 horas, partió desde el Malecón de Santo Domingo hasta la Avenida El Puerto. La edición de 2024, por su lado, partió desde la terminal Don Diego, en la Avenida del Puerto Francisco Alberto Caamaño Deñó, y culminó en el Centro de Convenciones de Sans Souci, donde se realizó un festival del orgullo en que participaron artistas nacionales y extranjeros.